# قانون الظل

في حساب المثلثات، قانون الظل هو عبارة رياضية حول العلاقة بين أطوال أضلاع المثلث الثلاثة وظل زواياه.
في الشكل a, b, و c هي أطوال أضلاع المثلث وα, β, وγ هي الزوايا المقابلة للأضلاع على الترتيب. ينص قانون الظل مايلي:
{\displaystyle {\frac {a-b}{a+b}}={\frac {\tan[{\frac {1}{2}}(\alpha -\beta )]}{\tan[{\frac {1}{2}}(\alpha +\beta )]}}.}
على الرغم من أن قانون الظل ليس مشهوراً كشهرة قانون الجيب أو قانون جيب التمام إلا أنه لا يقل فائدة عنهما، ويستخدم في أي حالة يكون فيها طولي ضلعين وزاوية أو قياس زاويتين وضلع معلومين.

## الهندسة الكروية

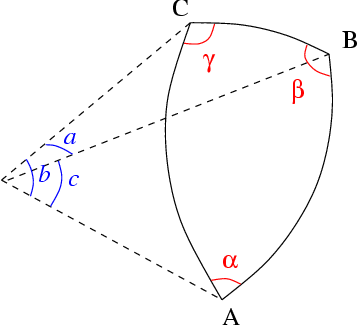
المثلث الكروي ABC.

لتكن A و B و C الزوايا عند الرؤوس الثلاثة للمثلث و a و b و c هي أطوال الأضلاع المقابلة على الترتيب. ينص قانون الظل للمثلثات الكروية على أن:
{\displaystyle {\frac {\tan {\frac {a-b}{2}}}{\tan {\frac {a+b}{2}}}}={\frac {\tan {\frac {\alpha -\beta }{2}}}{\tan {\frac {\alpha +\beta }{2}}}}.}